# 新井站 (兵庫縣)
新井站（日语：／ Nii eki */?）是位於兵庫縣朝來市新井字中川原588番2號，西日本旅客鐵道（JR西日本）的播但線車站。
曾經此站與鄰站生野站都是急行「但馬」停車站，在廢止後，此站為優等列車通過站。後來生野站和竹田站成為特急「濱風」停車站。
越後心跳鐵道妙高躍馬線「新井站」曾經屬於信越本線車站，當時此站的乘車券上會標記為「（播）新井」。

## 歷史
- 1901年（明治34年）8月29日 - 播但鐵道（日语：播但鉄道）生野站至此站開通，此站啟用[1]。開始提供旅客和貨運服務。
  - 當時車站地址為兵庫縣朝來郡山口村（日语：山口村 (兵庫県朝来郡)）新井字中川原。
- 1903年（明治36年）6月1日 - 播但鐵道轉讓營業權至山陽鐵道，成為山陽鐵道車站。
- 1906年（明治39年）
  - 4月1日 - 山陽鐵道 此站至和田山站之間開業。
  - 12月1日 - 根據鐵道國有法（日语：鉄道国有法），山陽鐵道被國有化，成為官設鐵道車站。
- 1909年（明治42年）10月12日 - 制定路線名稱，此站成為播但線車站。
- 1954年（昭和29年）3月31日 - 隨著朝來町（日语：朝来町）成立，車站地址變為兵庫縣朝來郡朝來町新井字中川原。
- 1980年（昭和55年）4月1日 - 結束車載貨物起卸業務。另外設置了棚車專用貨物月台。
- 1987年（昭和62年）4月1日 - 伴隨國鐵分割民營化，車站由西日本旅客鐵道（JR西日本）營運。
- 2005年（平成17年）4月1日 - 隨著朝來市成立，車站地址變為現時地址。

## 車站構造
車站是一座地面車站，設有2面2線的相對式月台，可進行列車交會。車站大樓位於和田山方向月台側，兩月台之間設有跨線橋連接。
此站是由福崎站管理的簡易委託車站。在早上和黃昏後沒有車站職員當值。截至2019年7月，此站不可使用ICOCA等IC卡。曾經此站設有2面3線月台，當中1線已經撤走。
車站大樓和1號月台設有上蓋，該構築物的建物財產標印上了「明治34年8月」。在2000年，在車站大樓瓦片上刻有山陽鐵道的社紋。最初車站大樓只有簡單的屋頂，在1937年(昭和12年)改建為現時的姿態。

### 月台
| 月台 | 路線   | 上下行 | 方向           |
| ---- | ------ | ------ | -------------- |
| 1    | 播但線 | 下行   | 和田山方向     |
| 2    | 播但線 | 上行   | 寺前、姬路方向 |

## 使用狀況
根據「兵庫縣統計書」，2016年（平成28年）度1日平均乘車人次為132人。
以下為近年1日平均乘車人次列表。
| 年度   | 1日平均 乘車人次 |
| ------ | ---------------- |
| 1999年 | 258              |
| 2000年 | 237              |
| 2001年 | 222              |
| 2002年 | 229              |
| 2003年 | 215              |
| 2004年 | 215              |
| 2005年 | 213              |
| 2006年 | 213              |
| 2007年 | 205              |
| 2008年 | 190              |
| 2009年 | 176              |
| 2010年 | 169              |
| 2011年 | 145              |
| 2012年 | 143              |
| 2013年 | 139              |
| 2014年 | 131              |
| 2015年 | 138              |
| 2016年 | 132              |

## 車站周邊
在1957年（昭和32年）前，在此站至神子畑選礦所之間設有礦山鐵路。在選礦所蹟設有史蹟公園。
- 朝來市政廳朝來分所[1]
- 國道312號（日语：国道312号）
- 道之驛Fresh朝來（日语：道の駅フレッシュあさご）（從此站轉乘全但巴士（日语：全但バス）經伊由市場前往和田山醫院的巴士，在「道之驛朝來」巴士站下車，或轉乘的士）
- 朝來藝術之森（日语：あさご芸術の森）（轉乘的士乘坐10分鐘）
  - 朝來藝術之森美術館（日语：あさご芸術の森美術館）[1]

## 巴士路線
- 全但巴士（日语：全但バス）

特急巴士　大阪 - 湯村溫泉 濱坂站 、神戶 - 城崎溫泉之間
前往生野站後方
前往和田山站、八鹿站
前往神子畑
前往建屋、經建屋前往八鹿站
前往Aruba、和田山醫院

## 相鄰車站
西日本旅客鐵道（JR西日本）
 播但線
■快速・■普通
生野－新井－青倉

## 注腳
1. 1 2 3 4 5 6 7 8 9 10 11 12 13  . 神戸新聞総合出版センター. 2011-12-15: 162. ISBN 9784343006028 （日语）.
2. ↑  北近畿エリアで「ICOCA」がご利用できるようになります！ （页面存档备份，存于）（日語） 西日本旅客鐵道. 2019年7月9日發表. 2020年4月23日參閲.
3. 1 2  杉崎行恭「駅舎再発見 時代の姿をとどめる駅舎を訪ねて」(JTB出版，2000年)P115
4. ↑  兵庫県統計書 （页面存档备份，存于）（日語）

## 外部連結
- 新井｜車站資訊：JR出門網 - 西日本旅客鐵道（日語）